# استنتون بای دیل
استنتون بای دیل (به انگلیسی: Stanton by Dale) یک روستا و محله مدنی در بریتانیا است که در Erewash واقع شده‌است. استنتون بای دیل ۵۰۵ نفر جمعیت دارد.